# DJ Snake
William Sami Étienne Grigahcine (n. 13 iunie 1986, Paris, Franța), cunoscut sub numele său de scenă DJ Snake, este un producător de discuri, DJ și compozitor francez. El a atins pentru prima dată atenția internațională în 2013 prin lansarea unui single orientat spre instrumente numit „Turn Down for What” (cu Lil Jon).
Pe data de 22 Octombrie 2021 a făcut o colaborare cu LISA din BLACKPINK cu melodia "SG" (Sexy Girl) 